# Шевалье, Люка
Люка́ Эже́н Шевалье́ (фр. Lucas Eugène Chevalier; родился 6 ноября 2001, Кале, Па-де-Кале, Франция) — французский футболист, вратарь клуба «Пари Сен-Жермен».

## Клубная карьера
Воспитанник «Лилля», летом 2021 года Шевалье перешёл в «Валансьен» на правах аренды до конца сезона 2021/22. 10 сентября 2022 года он дебютировал за основную команду «Лилля» в матче Лиги 1 против клуба «Олимпик Марсель».
В августе 2025 года перешёл в «Пари Сен-Жермен», подписав контракт со столичным клубом на пять лет. Сумма трансфера составила 40 млн евро, ещё 15 млн евро предусмотрены в виде бонусов. Дебютировал за «парижан» 13 августа 2025 года в победном матче против английского клуба «Тоттенхэм Хотспур» за Суперкубок УЕФА.

## Карьера в сборной
Выступал за сборные Франции до 16, до 18, до 20, до 23 лет, а также до 21 года. В ноябре 2024 года получил свой первый вызов в главную сборную страны на матчи Лиги наций УЕФА. Летом 2025 года на том же турнире вместе с командой занял третье место.

## Статистика выступлений

### Клубная
| Выступление      | Выступление      | Выступление      | Лига | Лига | Кубки | Кубки | Еврокубки | Еврокубки | Итого | Итого |
| Клуб             | Лига             | Сезон            | Игры | Голы | Игры  | Голы  | Игры      | Голы      | Игры  | Голы  |
| ---------------- | ---------------- | ---------------- | ---- | ---- | ----- | ----- | --------- | --------- | ----- | ----- |
| → Валансьен      | Лига 2           | 2021/22          | 30   | −35  | 0     | 0     | —         | —         | 30    | -35   |
| → Валансьен      | Итого            | Итого            | 30   | −35  | 0     | 0     | —         | —         | 30    | -35   |
| Лилль            | Лига 1           | 2022/23          | 32   | −31  | 3     | −2    | —         | —         | 35    | -33   |
| Лилль            | Лига 1           | 2023/24          | 33   | −32  | 2     | −2    | 9         | −7        | 44    | -41   |
| Лилль            | Лига 1           | 2024/25          | 34   | −36  | 0     | 0     | 14        | −17       | 48    | -53   |
| Лилль            | Итого            | Итого            | 99   | −99  | 5     | −4    | 23        | −24       | 127   | -127  |
| Пари Сен-Жермен  | Лига 1           | 2025/26          | 1    | 0    | 0     | 0     | 1         | −2        | 2     | -2    |
| Пари Сен-Жермен  | Итого            | Итого            | 1    | 0    | 0     | 0     | 1         | −2        | 2     | -2    |
| Всего за карьеру | Всего за карьеру | Всего за карьеру | 130  | −134 | 5     | −4    | 24        | −26       | 159   | -164  |

1. ↑  В графу «Кубки» вносится статистика в национальных кубках, кубках лиг и суперкубках.
2. ↑  Лига конференций УЕФА, Лига чемпионов УЕФА, Суперкубок УЕФА

## Достижения

### Командные достижения
«Пари Сен-Жермен»
- Обладатель Суперкубка УЕФА: 2025

Сборная Франции
- Бронзовый призёр Лиги наций УЕФА: 2024/25

### Личные достижения
- Вратарь года Лиги 1 по версии НСПФ: 2024/25[9]
- Символическая сборная года Лиги 1 по версии НСПФ: 2024/25[9]